# Šćapovec
Šćapovec – wieś w Chorwacji, w żupanii zagrzebskiej, w gminie Kloštar Ivanić. W 2011 roku liczyła 166 mieszkańców.